# Sam Trammell
Stanley "Sam" Trammell (Nova Orleães, Luisiana, 29 de janeiro de 1969) é um ator norte-americano de teatro, cinema e televisão. É mais conhecido por seu papel como Sam Merlotte na série vampiresca da HBO chamada True Blood, pela qual foi indicado para o prêmio Scream Award de 2009 por "Revelação - Masculina".

## Vida antes da fama
Sam Trammell nasceu em Nova Orleães, Louisiana. Quando adolescente sua família mudou-se para Charleston, Virginia Ocidental. Trammell formou-se na escola George Washington High School. Depois completou seus estudos na Brown University e na Universidade de Paris. Trabalhou em teatro, em produções na Broadway e off-Broadway e também em cinema e televisão.
Sam tem filhos gêmeos, Winston Trammell e Gus Trammell.

## Teatro
Sam Trammell é um ator com grandes realizações no teatro de Nova York, incluindo indicações para o prêmio Tony em "Ah, Wilderness!" no Lincoln Center. Na Off-Broadway, ele estrelou em "Dealer's Choice (peça)", "My Night With Reg", "If Memory Serves", "Ancestral Voices", e  "Kit Marlowe" no Joseph Papp Public Theater, e por essa interpretação recebeu ótimas críticas.

## Filmografia

### Cinema
| Ano  | Título                       | Personagem             |
| ---- | ---------------------------- | ---------------------- |
| 1997 | The Hotel Manor Inn          | Nolan                  |
| 1997 | Childhood's End              | Greg Chute             |
| 1998 | Wrestling with Alligators    | Will                   |
| 2000 | Beat                         | Lee                    |
| 2000 | Fear of Fiction              | Red/Tom Hopkins        |
| 2000 | Autumn in New York           | Simon                  |
| 2000 | Followers                    | John Dietrich          |
| 2003 | Undermind                    | Derrick Hall/Zane Waye |
| 2007 | Aliens vs. Predator: Requiem | Tim                    |
| 2011 | The Details                  | Papel desconhecido     |
| 2012 | Guns, Girls and Gambling     | Xerife Cowley          |
| 2013 | Crazy Kind of Love           | Jeff                   |
| 2013 | The Privileged               | Preston Westwood       |
| 2013 | White Rabbit                 | Darrell                |
| 2013 | Things People Do             | Lee                    |
| 2014 | The Fault in Our Stars       | Michael                |
| 2014 | Me                           | David                  |
| 2014 | The Aftermath                | Sonny                  |

### Curtas-metragens
| Ano  | Título                 | Personagem |
| ---- | ---------------------- | ---------- |
| 2004 | The Last Full Measure  | —          |
| 2008 | Miracle of Phil        | Taylor     |
| 2010 | Children of the Spider | Alex       |
| 2010 | The Inn Keeper         | Jeb        |

### Televisão

#### Séries
| Ano  | Título                       | Personagem            | Notas                                                             |
| ---- | ---------------------------- | --------------------- | ----------------------------------------------------------------- |
| 1998 | Maximum Bob                  | Sonny Dupree          | Episódio: "Pilot" Episódio: "Once Bitten…"                        |
| 1998 | Trinity                      | Liam McCallister      | Episódio #1.1 Episódio: "In a Yellow Wood" Episódio: "No Secrets" |
| 2001 | Going to California          | Kevin 'Space' Lauglin | 20 episódios                                                      |
| 2004 | House MD                     | Ethan Hartig          | Episódio: "Maternity"                                             |
| 2005 | Strong Medicine              | Kiko Ellsworth        | Episódio: "First Response"                                        |
| 2005 | Judging Amy                  | Marty Levine          | 3 episódios                                                       |
| 2005 | Bones                        | Ken Thompson          | Episódio: "Piloto"                                                |
| 2006 | CSI: NY                      | Charles Wright        | Episódio: "Heroes"                                                |
| 2006 | Numb3rs                      | Thomas Gill           | Episódio: "Hot Shot"                                              |
| 2006 | Justice                      | Kevin O'Neil          | Episódio: "Piloto"                                                |
| 2006 | Dexter                       | Matt Chambers         | Episódio: "Crocodile"                                             |
| 2007 | Cold Case                    | Porter Rawley         | Episódio: "Blood on the Tracks"                                   |
| 2008 | True Blood                   | Sam Merlotte          |                                                                   |
| 2009 | Medium                       | Dr. Brian Seward      | Episódio: "Things to Do in Phoenix When You're Dead"              |
| 2009 | Law & Order: Criminal Intent | Gray Vanderhoven      | Episódio: "Identity Crisis"                                       |
| 2016 | This is us                   | Ben                   | 4 episódios                                                       |
| 2020 | Homeland                     | Presidente Ben Hayes  | 10 episódios                                                      |

#### Telefilmes
| Ano  | Título                    | Personagem    |
| ---- | ------------------------- | ------------- |
| 1996 | Harvest of Fire           | Simon Troyer  |
| 2004 | Anonymous Rex             | Vincent Rubio |
| 2007 | What If God Were the Sun? | Jeff          |
| 2013 | Filthy Sexy Teen$         | Tom Saxson    |